# Proprietà di Vivendi
Questa è una lista di asset posseduti da Vivendi.

## Televisione e cinema
- Canal+ Group
  - Canal+ (canale televisivo)
    - Metropolitan France
      - Canal+
      - CanalSat
      - CanalPlay
      - Canal+Regie
      - iTELE
      - D8
      - D17

    - Outre-Mer
      - Caribbean (CANAL+, CANALSAT, CANALBOX, CANAL+ MOBILE)
      - Poland (CANAL+)
      - Indian Ocean(CANAL+, CANALSAT, CANALBOX)
      - Southern Pacific(CANAL+, CANALSAT)
      - Africa(CANAL+, CANALSAT)
      - Vietnam (K+)

  - StudioCanal (Film)
    - SAM (scandinavo)
    - Paddington and Company Ltd (proprietario di Paddington Bear)
    - The Copyrights Group Ltd
    - Harvey Unna and Stephen Durbridge Ltd[1][2]

- Mediaset (9,6℅)  [3]

## Musica

### Universal Music Group

#### Universal Music Group record companies
Universal Music Group possiede, o ha una quota congiunta in, un gran numero di etichette discografiche, tra cui:
- Interscope-Geffen-A&M
  - Interscope Records
  - Geffen Records
  - A&M Records
  - DGC Records
- Island Def Jam Music Group
  - Island Records
  - Def Jam Recordings
  - Mercury Records
  - Motown Records
- Republic Records
  - American Recordings
  - Aware Records
  - Brushfire Records
  - Casablanca Records
  - Cash Money Records
  - Indie Pop Music
  - Lava Records
  - Republic Nashville
  - Big Machine Records
- Capitol Music Group
  - Capitol Records
  - Virgin Records
  - Blue Note Records
  - Astralwerks
  - Capitol Christian Music Group
  - Caroline Distribution
- Universal Music Group Nashville
  - MCA Nashville Records
  - Mercury Nashville Records
  - Lost Highway Records
  - EMI Records Nashville
  - Capitol Records Nashville
- Universal Music Latin Entertainment
  - Universal Music Latino
  - Fonovisa Records
  - Disa Records
  - Machete Music
- The Verve Music Group
  - Verve Records
  - GRP Records
  - Impulse! Records
  - Verve Forecast Records
- Decca Label Group
  - Decca Records
  - Universal Music Classical
- Universal Music Enterprises
  - Hip-O Records
  - Universal Chronicles
  - 20th Century Masters
- V2/Co-Operative Music
- Show Dog-Universal Music
- Universal Music UK
  - Virgin EMI Records
  - Polydor Records
  - Island Records Group (UK)
  - Mercury Music Group (UK)
  - Universal Music TV (UMTV)
  - Decca Records
  - Universal Classics and Jazz

Etichette non attive (ora di proprietà di UMG):
- DreamWorks Records
- MCA Records
- PolyGram
- Sanctuary Records
- Uni Records
- Universal Records

Le sedi internazionali della Universal Music Group:
Argentina, Austria, Australia, Baltics, Belgium, Brazil, Canada, Chile, China, Colombia, Czech Republic, Denmark, Finland, France, Germany, Greece, Hong Kong, Hungary, India, Indonesia, Ireland, Italy, Japan, Korea, Malaysia, Mexico, Netherlands, New Zealand, Norway, Philippines, Poland, Portugal, Romania, Russia, Singapore, Spain, Sweden, Switzerland, Taiwan, Thailand, Venezuela

#### Editoriale
- Universal Music Publishing Group

#### Distribuzione
- Universal Music Group Distribution
  - Universal Music Distribution
  - Fontana Distribution
  - UMGD Digital

#### Merchandising
- Bravado

#### Artist management
- Twenty-First Artists
- Trinifold
- 5B

## Vivendi Village
- Vivendi Ticketing (Francia e Regno Unito)
  - Digitick
  - See Tickets
    - See Tickets USA
      - Flavorus[4]
- MyBestPro
- Watchever
- L’Olympia

## Video games
- Gameloft (100%)

## Telecomunicazioni
- Telecom Italia (2,51%)[5]

## Altre attività
- Dailymotion (90%)
- Radionomy (64.4%)
- Banijay Group (26.2%)
  - Zodiak Media
- Vevo (31%)

## Assets del passato
- NBCUniversal (20% , ora completamente di proprietà di Comcast)
- Gaiam Vivendi Entertainment (divisione di UMGD, ora di proprietà di Cinedigm)
- Activision Blizzard (5.8%, indipendente nel settembre 2013)
- Maroc Telecom (53%, ora di proprietà di Etisalat)
- SFR (Venduto a Altice)
- Global Village Telecom (Venduto a Telefônica Vivo, gruppo Telefónica)
- JCDecaux (25%, azioni vendute nel 1998)